# روبرتو تاولا
روبرتو تاولا (انگلیسی: Roberto Tavola؛ زادهٔ ۷ اوت ۱۹۵۷) بازیکن فوتبال اهل ایتالیا است.
از باشگاه‌هایی که در آن بازی کرده‌است می‌توان به باشگاه فوتبال رجینا، باشگاه ورزشی لاتزیو، باشگاه فوتبال یوونتوس، باشگاه فوتبال کالیاری، باشگاه فوتبال آتالانتا، باشگاه فوتبال آولینو، و باشگاه فوتبال اسپال اشاره کرد.